# Zethus (crater)

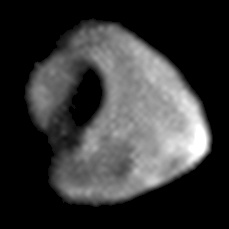
Imagine Galileo cu Thebe care îl arată pe Zethus (cel mai mare crater din imagine)

Zethus /'ze.tus/, este un crater mare de pe satelitul lui Jupiter, Thebe. Craterul poartă numele lui Zethus, soțul nimfei Theba în mitologia greacă și este singura trăsătură de suprafață numită de pe Thebe. Măsoară 40 kilometri (25 mi) în diametru, făcându-l destul de mare în comparație cu Thebe însuși.  Zethus, ca multe alte cratere de pe Thebe și Amalthea, are pete luminoase situate lângă marginea sa.  Zethus nu sem vede niciodată de pe Jupiter, deoarece este în rotație sincronă cu Jupiter într-un mod în care axa lungă a lui Thebe este îndreptată către Jupiter. 